# Margaret Corbin
Margaret Cochran Corbin (12 de noviembre de 1751-16 de enero de 1800) fue una mujer que luchó en la Guerra de Independencia de los Estados Unidos. El 16 de noviembre de 1776, su marido, John Corbin era uno de los 600 soldados que defendían Fort Washington en Manhattan del norte, atacado por 4.000 hesianos a las órdenes británicas. Margaret, demasiado nerviosa como para dejar ir a su marido sólo a la batalla, decidió que quería ir con él. Como era enfermera, se le permitió acompañar a su esposo como enfermera para los soldados heridos. John Corbin estaba en el equipo de uno de los dos cañones que desplegaron los defensores; cuándo cayó en acción, Margaret Corbin tomó su lugar y continuó manejando el cañón hasta que también resultó gravemente herida. Se dice que Corbin estaba junto a su marido cuándo cayó durante la batalla. Inmediatamente, ocupó su puesto, y como había visto a su esposo, un artillero entrenado, disparar tanto el cañón, fue capaz de disparar, limpiar y apuntar el cañón con gran velocidad y facilidad. Esto impresionó a los otros soldados y fue el principio de su carrera militar. Más tarde se convirtió en la primera mujer en la historia de EE. UU. en recibir una pensión del Congreso por el servicio militar porque ya no podía trabajar debido a sus lesiones y se alistó en el Cuerpo de Inválidos.

## Primeros años
Margaret Cochran nació en Pensilvania Occidental el 12 de noviembre de 1751 en lo que es ahora el Condado de Franklin. Sus padres eran Robert Cochran, un inmigrante escocés-irlandés, y su esposa, Sarah. En 1756, cuando Margaret apenas tenía cinco años, sus padres fueron atacados por los indios. Su padre fue asesinado, y su madre secuestrada, nunca más volvió a ser vista. Margaret y su hermano, John, escaparon de la emboscada porque no estaban en casa. Margaret vivió con su tío por el resto de su niñez y adolescencia.
En 1772, a la edad de 21 años, Margaret se casó con un agricultor llamado John Corbin.

## Guerra de Independencia americana
Cuando la guerra empezó, John se alistó en la Primera Compañía de Artillería de Pensilvania como matross, un artillero miembro de un equipo encargado de un cañón. Como era común en la época para las mujeres de soldados, Margaret se convirtió en una "seguidora de campamento", acompañando a John durante su alistamiento. Se unió a otras muchas esposas en la cocina, la lavandería, y el cuidado de los soldados heridos. Adquirió el apodo "Molly Pitcher" (como muchas otras mujeres que servían en la guerra) por acarrear agua durante los combates, tanto para los soldados sedientos como para enfriar los cañones sobrecalentados.
El 16 de noviembre de 1776, Fort Washington, donde la compañía de John formaba parte de la guarnición que quedó atrás cuándo el general George Washington se retiró con el Ejército Continental a White Plains, Nueva York, fue atacado por los británicos. John Corbin se encargaba de disparar un cañón pequeño en lo alto de una cresta, hoy conocida como Fort Tryon Park. Durante un asalto de los hesianos, John fue muerto, dejando su cañón desarmado. Margaret había estado con él todo el tiempo, y, tras presenciar su muerte, ocupó de inmediato su lugar, continuando los disparos hasta que su brazo, pecho, y mandíbula fueron alcanzados por el fuego enemigo. Los británicos finalmente ganaron la Batalla de Fort Washington, resultando en la rendición de Margaret y sus camaradas y la toma de la última posición estadounidense en la ciudad de Nueva York. Como el equivalente a un soldado herido, Margaret fue liberada por los británicos en libertad condicional.

### Después de la Batalla de Fort Washington
Después de la batalla, Margaret se fue a Filadelfia, completamente incapacitada por las heridas, y nunca se recuperó del todo. La vida fue difícil para ella debido a las lesiones, y en 1779 recibiría ayuda del gobierno. El 29 de junio, el Consejo Ejecutivo de Pensilvania le concedió $30 para cubrir sus necesidades presentes, y pasó su caso a la Junta de Guerra. El 6 de julio de 1779, la Junta, comprensiva con el daño de Margaret e impresionados por su servicio y valentía, le concedió la mitad del sueldo mensual de un soldado en el Ejército Continental y un conjunto nuevo de ropa o su equivalente en efectivo. Con este acto, el congreso convirtió a Margaret en la primera mujer de los Estados Unidos en recibir una pensión militar del Congreso.

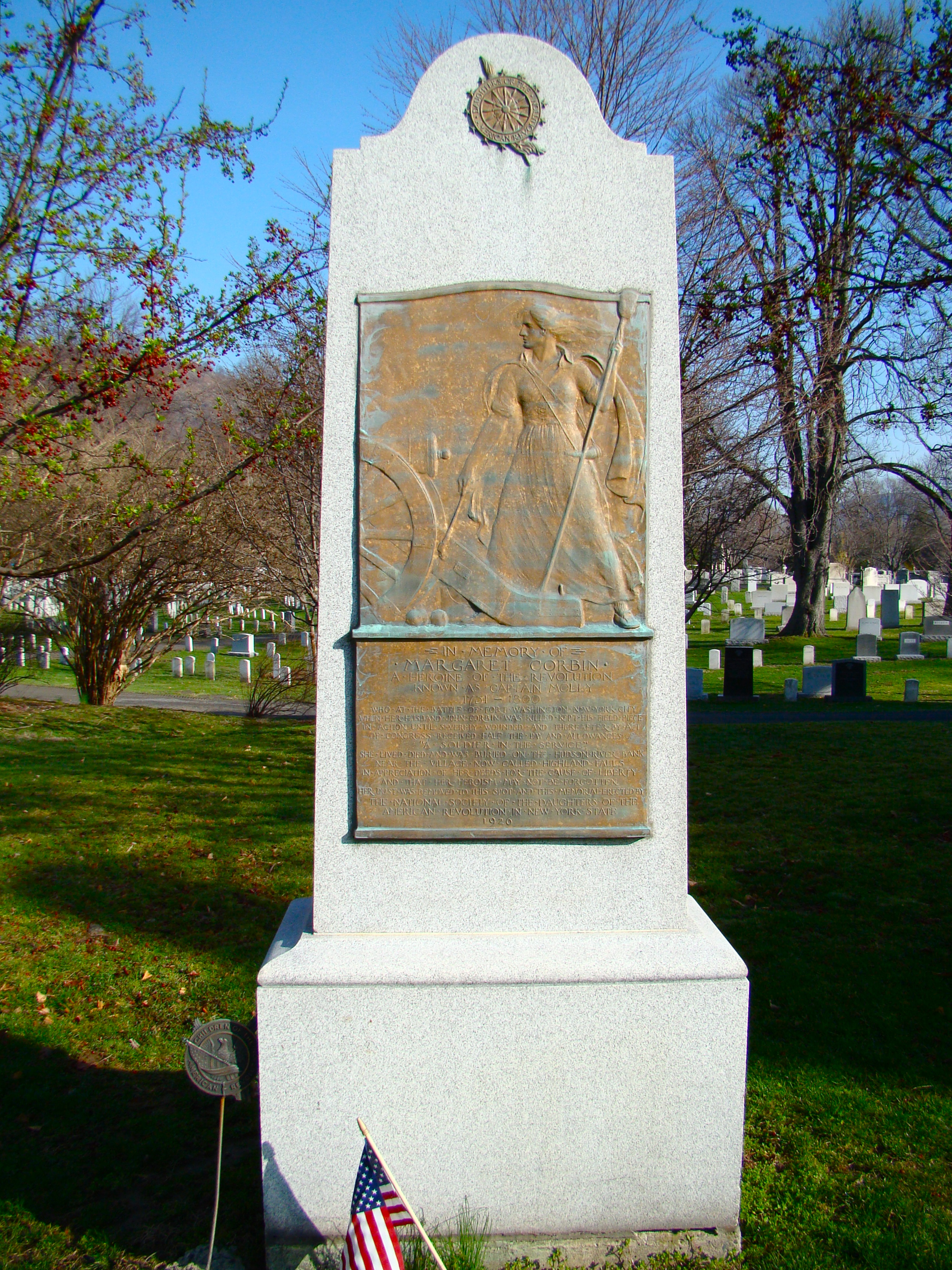
Monumento memorial de Corbin en el Cementerio de West Point, Academia Militar de los Estados Unidos

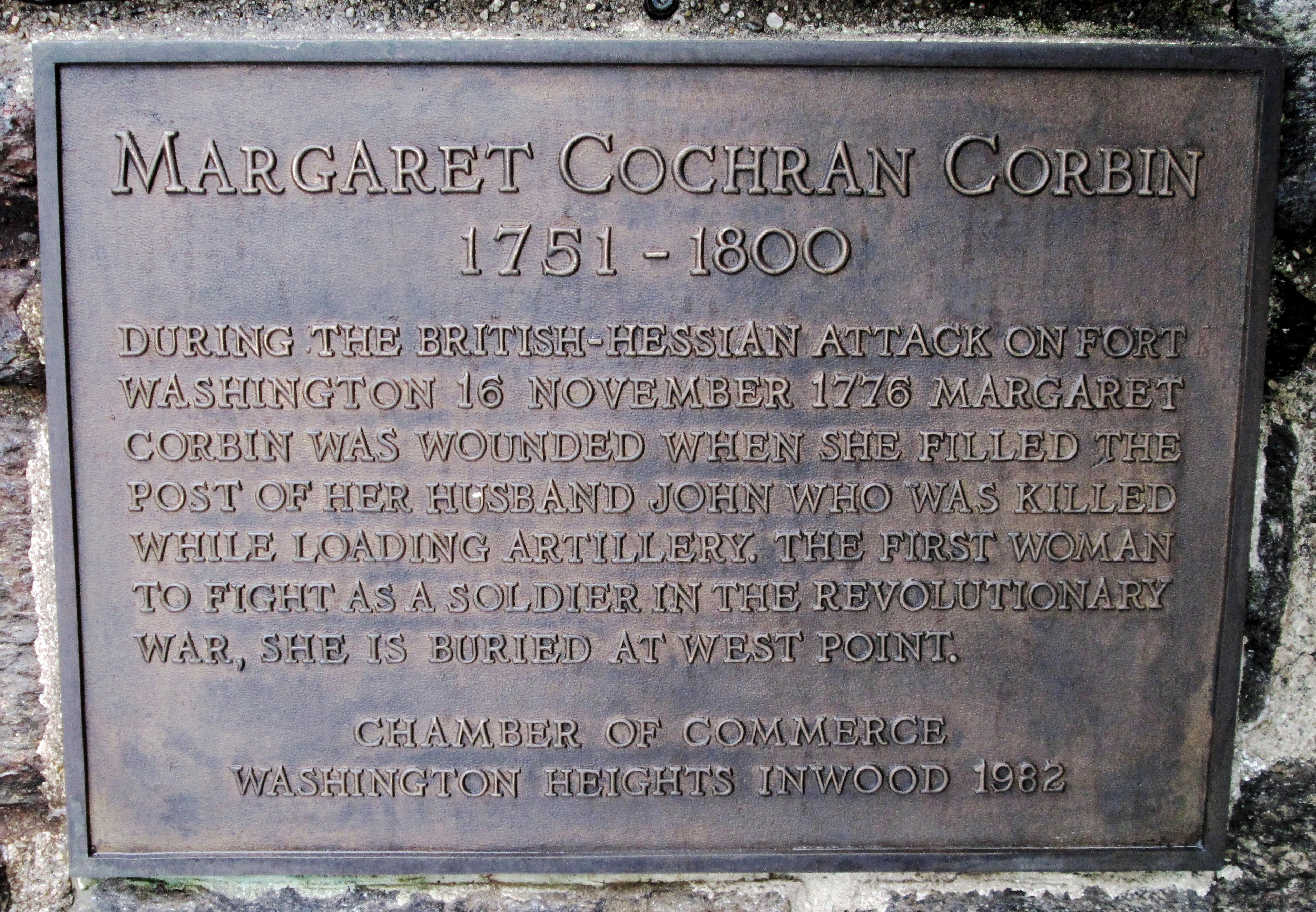
Placa en honor a Corbin en el Paseo Margaret Corbin en el Fort Tryon Park

Después de la decisión del congreso, Margaret fue incluida en listas militares hasta el fin de la guerra. Fue incluida en el Cuerpo de Inválidos, creado por el Congreso para soldados heridos. En 1781, el Cuerpo de Inválidos se convirtió en parte de la guarnición de West Point, Nueva York. Fue dada de baja del Ejército Continental en 1783.

## Últimos años
Corbin recibió apoyo financiero del gobierno después de la guerra, la primera mujer en hacerlo. Murió en Highland Falls, Nueva York, el 16 de enero de 1800, a los 48 años.

## Legado
En 1909 un monumento conmemorativo de su heroicidad fue colocado cerca de la escena de su hazaña en el C. K. G. Billings Estate, que más tarde se convertiría en el Fort Tryon Park de Nueva York. Además, en el parque, un paseo lleva su nombre. Una placa en honor a Corbin, colocada por la Cámara de Comercio de Washington Heights en 1982, marca el inicio del sendero. Un gran mural en estilo Art déco describiendo su gesta en la Batalla de Fort Washington decora el vestíbulo de un edificio de apartamentos en el 720 de la Fort Washington Avenue. Según la Asociación Histórica de Nueva York, Margaret Corbin ha sido "honrada como ninguna otra mujer de la revolución."
En 1926,el cabildo de Las Hijas de la Revolución americana (DAR) de Nueva York verificó los registros de Margaret y reconoció su heroicidad y servicio a los Estados Unidos a través de los papeles del general Henry Knox. Los restos que se creía eran los suyos fueron exhumados y reenterrados con honores militares plenos en el cementerio de la academia militar de West Point detrás de la antigua Capilla de Cadetes. El Monumento a Margaret Corbin fue erigido por el DAR sobre la tumba. Sin embargo, un estudio arqueológico en 2017 reveló que los restos que se habían trasladado no eran los de Corbin, sino los de un varón desconocido. La ubicación de los restos de Corbin se desconoce.